# Caramba!
Caramba! è un album di Lee Morgan, pubblicato dalla Blue Note Records nel 1968. Il disco fu registrato il 3 maggio 1968 al Van Gelder Studio di Englewood Cliffs, New Jersey (Stati Uniti).

## Tracce
Lato A
1. Caramba – 12:20 (Lee Morgan)
2. Suicide City – 7:32 (Lee Morgan)

Lato B
1. Cunning Lee – 6:07 (Lee Morgan)
2. Soulita – 5:33 (Lee Morgan)
3. Helen's Ritual – 6:23 (Lee Morgan)

Edizione CD del 1996, pubblicato dalla Blue Note Records CDP 7243 8 53358 2 2
1. Caramba – 12:23 (Lee Morgan)
2. Suicide City – 7:30 (Lee Morgan)
3. Cunning Lee – 6:11 (Lee Morgan)
4. Soulita – 6:00 (Lee Morgan)
5. Helen's Ritual – 6:27 (Lee Morgan)
6. A Baby's Smile – 6:00 (Cal Massey) – Bonus Track - brano inedito[3]

## Musicisti
- Lee Morgan - tromba
- Bennie Maupin - sassofono tenore
- Cedar Walton - pianoforte
- Reggie Workman - contrabbasso
- Billy Higgins - batteria
- Cal Massey - arrangiamenti